# Idioma mawes
El idioma mawes fue una lengua papú hablada en Indonesia.
Según Usher (2020), podría haber una conexión entre Mawes y las lenguas kwerba.Sin embargo, tanto Foley (2018)como Hammarström (2010) la consideran una lengua aislada.En 2006 se registraban unos 850 hablantes nativos, pero el idioma desapareció por completo en 2024.

## Pronombres
Los pronombres son:
| Singular | Plural |
| -------- | ------ |
| kidam    | inim   |
| nam      | nɛm    |
| ɛbɛ      | mia    |

## Vocabulario básico
Vocabulario básico del mawes enumerado en Foley (2018):
| Español       | Mawes    |
| ------------- | -------- |
| 'pájaro'      | ikinin   |
| 'sangre'      | wɛrɛi    |
| 'hueso'       | tuan     |
| 'oreja'       | bɛr      |
| 'comer'       | nan      |
| 'huevo'       | siwin    |
| 'ojo'         | nonsum   |
| 'fuego'       | kani     |
| 'pierna, pie' | yaʔ      |
| 'piojo'       | sene     |
| 'nombre'      | dimanɛ   |
| 'uno'         | mɛndakai |
| 'ver'         | nomo     |
| 'cielo'       | kowan    |
| 'piedra'      | fɛt      |
| 'sol'         | ɛsar     |
| 'diente'      | wan      |
| 'árbol'       | dengkin  |
| 'dos'         | yakɛneu  |
| 'agua'        | bo       |
| 'mujer'       | yei      |

Las siguientes palabras de vocabulario básico son de Voorhoeve (1975),citado en la base de datos Trans-New Guinea:
| Español   | Mawes    |
| --------- | -------- |
| 'cabeza'  | defar    |
| 'cabello' | tere     |
| 'ojo'     | nonsom   |
| 'diente'  | wan      |
| 'pierna'  | ija      |
| 'perro'   | wede     |
| 'cerdo'   | was      |
| 'pájaro'  | ikinin   |
| 'huevo'   | siwin    |
| 'sangre'  | werei    |
| 'hueso'   | tuan     |
| 'piel'    | dukunen  |
| 'árbol'   | deŋkin   |
| 'hombre'  | ke       |
| 'sol'     | esar     |
| 'agua'    | bo       |
| 'fuego'   | kani     |
| 'piedra'  | feyt     |
| 'nombre'  | dimane   |
| 'comer'   | nano     |
| 'uno'     | mendakai |
| 'dos'     | yakenew  |

## Oraciones
De las pocas oraciones que se han documentado del mawes, algunas oraciones de ejemplo son:: 497–8
- ɛbɛ marsya nomtak (‘Él vino ayer’)
- wɛdɛ ɛbɛ ketes (‘El perro lo mordió’)
- ke-me totoso kida-wɛn mamɛnta fɛn tamu(k) (‘Ese hombre le dio dinero a mi padre’)
- ɛbɛ-mɛ dengkin nambuak kom sorna (‘Está cortando leña con un machete’)
- ke-me sau fɛn banak (‘Ese hombre fue al pueblo’)
- ke-me sau-er nom (‘Ese hombre vino del pueblo’)
- ke-me yei dete banak (‘Ese hombre se fue con su esposa’)

## Lectura adicional
- Wambaliau, Theresia. 2006. Survey Report on the Mawes Language in Papua, Indonesia. (en indonesio). Unpublished manuscript. Jayapura: SIL Indonesia.